# Gary Clark jr.
Gary Clark jr. (Austin (Texas), 15 februari 1984) is een Amerikaans gitarist en acteur. Hij wordt beschreven als 'the future of Texas blues' ('de toekomst van de Texas blues'). Ook worden er vaak vergelijkingen met gitaarvirtuoos Jimi Hendrix gemaakt. Clark is beïnvloed door blues, rock-'n-roll, jazz, soul, country en hiphop. Hij staat bekend om zijn fenomenale 'fuzzy' gitaarspel in combinatie met een warme soulstem.
Gary Clark jr., heeft tussen 2004 en 2019 vijf studioalbums en twee livealbums uitgebracht.

## Biografie
Gary Clark jr. begon met gitaarspelen toen hij twaalf jaar was. Hij groeide op in Austin (Texas), waar hij in zijn tienerjaren kleine optredens gaf, totdat hij promotor Clifford Antone ontmoette, eigenaar van een club genaamd Antone's in Austin. Antone's was het lanceerplatform waar onder anderen de gebroeders Jimmie en Stevie Ray Vaughan de blues nieuw leven inbliezen. Kort na de ontmoeting met Clifford begon Clark te spelen met een scala aan muziekiconen, onder anderen Jimmie Vaughan. Vaughan en anderen uit de muziekwereld in Austin hielpen hem met zijn muzikale carrière en zorgden ervoor dat hij in het rock-'n-rollwereldje van Texas verderkwam. Clarks muziek laat zien hoe bluesmuziek op verschillende manieren kan worden geïnterpreteerd, van hiphop tot country.
In 2010 zong Gary Clark jr. mee in een bonustrackcover van "I Want You Back" van The Jackson 5 op Sheryl Crows album 100 Miles from Memphis.
Het Amerikaanse muziektijdschrift Rolling Stone riep Clark uit tot "Best Young Gun" in de "Best of Rock"-editie van april 2011.
Op 28 augustus 2012 maakte Alicia Keys op Twitter bekend dat Clarks nieuwe album Blak and Blu zou uitkomen op 22 oktober 2012. Op diezelfde dag verscheen het nieuws op Clarks officiële website.
Gary Clark jr. werkte met de Foo Fighters aan het nummer "What Did I Do? / God as My Witness" op hun album Sonic Highways uit 2014. Ze namen het nummer op in KLRU-TV Studio 6A in Austin.
In 2015 bracht Clark zijn vierde studioalbum uit, The Story of Sonny Boy Slim. Dit album haalde #7 in de Amerikaanse Billboard album 200.
In 2017 nam hij samen met Junkie XL een cover op van het Beatles nummer Come Together voor de soundtrack van de Amerikaanse avonturenfilm Justice League, geregisseerd door Zack Snyder. In oktober 2018 speelde hij het nummer Where It's At Ain't What It Is op het album The Atlas Underground van Tom Morello (gitarist van Rage Against the Machine en Audioslave).
In februari 2019 heeft hij zijn vijfde studioalbum This Land uitgebracht. Dit album behaalde een tweede plaats in de Amerikaanse Billboard 200. In januari 2020 ontving Clark voor dit album drie Grammy Awards.
In 2022 speelde Clark de rol van Arthur Crudup in de film Elvis.

## Liveoptredens
Clark trad op tijdens het Crossroads Guitar Festival in 2010, waar onder meer B.B. King, Eric Clapton, Buddy Guy, Steve Winwood, John Mayer, Sheryl Crow, Jeff Beck en ZZ Top ook optraden. Hij deelde het podium met Doyle Bramhall II en Sheryl Crow voor een optreden met Eric Clapton. Ook liet hij iets van zijn eigen werk horen.
In juni 2011 speelde Clark op het jaarlijkse Bonnaroo Music Festival in Manchester, Tennessee. Op 10 juni 2012 speelde Clark opnieuw op Bonnaroo. Dit keer werd zijn optreden rechtstreeks uitgezonden via het Bonnaroo MusicFest Channel op YouTube.
In februari 2012 trad Clark samen met enkele blueslegendes op tijdens het Red, White and Blues-evenement in het Witte Huis. Hier waren onder meer ook B.B. King, Mick Jagger, Jeff Beck en Buddy Guy aanwezig. Clark speelde "Catfish Blues" en "In the Evening (When the Sun Goes Down)", en ook speelde hij "Let the Good Times Roll", "Beat Up Old Guitar", "Five Long Years" en "Sweet Home Chicago" samen met anderen.
In juni 2012 vergezelde Clark de Dave Matthews Band. Zij speelden "Can't Stop" en "All Along the Watchtower" in Virginia Beach en Indianapolis.
Op 8 december 2012 verscheen Clark tijdens het eerste optreden van The Rolling Stones in de VS in het kader van hun concerttournee 50 & Counting in het Barclays Center in Brooklyn. Hij speelde samen met de band een cover van het nummer 'I'm Going Down'. Op 15 december 2012 speelde hij opnieuw dit nummer met de Stones, maar deze keer speelde John Mayer ook mee. Dit was in het Prudential Center in Newark, New Jersey.
In 2016 ging hij uitgebreid op tournee. Van die concertregistratie heeft hij het album Live/North America 2016 uitgebracht.

## Discografie

### Albums
| Album met eventuele hitnotering(en) in de Nederlandse Album Top 100 | Datum van verschijnen | Datum van binnenkomst | Hoogste positie | Aantal weken | Opmerkingen |
| ------------------------------------------------------------------- | --------------------- | --------------------- | --------------- | ------------ | ----------- |
| 110                                                                 | 2004                  | -                     |                 |              |             |
| Worry No More                                                       | 10-01-2008            | -                     |                 |              |             |
| Blak and Blu                                                        | 22-02-2013            | 23-02-2013            | 6               | 11           |             |
| Gary Clark Jr. Live                                                 | 19-09-2014            | 27-09-2014            | 94              | 1            | Livealbum   |
| The Story of Sonny Boy Slim                                         | 11-09-2015            | 19-09-2015            | 10              | 3            |             |
| Live North America                                                  | 10-10-2017            |                       |                 |              | Livealbum   |
| This Land                                                           | 22-02-2019            |                       |                 |              |             |

- Bibsys: 11016464
- Biblioteca Nacional de España: XX4831538
- Bibliothèque nationale de France: cb16613912f (data)
- Gemeinsame Normdatei: 1031777229
- International Standard Name Identifier: 0000 0000 7154 5682
- Library of Congress Control Number: no2011172383
- MusicBrainz: c733c4e6-22a2-499d-ace7-17b832356aff
- Nationale Bibliotheek van Tsjechië: xx0160942
- Virtual International Authority File: 100930773
- WorldCat: E39PBJvhpQqgGbG6w8MYh7yyBP